# Lamar Hunt U.S. Open Cup 2013
La Lamar Hunt U.S. Open Cup 2013 fue la 100.ª edición de la Lamar Hunt U.S. Open Cup del fútbol de los Estados Unidos. Empezó el 7 de mayo y finalizó el 1 de octubre. En esta edición participaron de 64 a 68 equipos en total.
D.C. United se coronaron campeones del torneo por tercera vez en toda su historia tras vencer por 1-0 al Real Salt Lake y clasificó a la fase de grupos de la Concacaf Liga Campeones 2014-15.

## Equipos clasificados
El torneo consiste de 68 equipos de distintas categorías:
Los 16 equipos de la Major League Soccer (Primera División)
| - Chicago Fire - Chivas USA - Colorado Rapids - Columbus Crew - FC Dallas - D.C. United - Houston Dynamo - Los Angeles Galaxy | - New England Revolution - New York Red Bulls - Philadelphia Union - Portland Timbers - Real Salt Lake - San Jose Earthquakes - Seattle Sounders FC - Sporting Kansas City |

Los 6 equipos de la North American Soccer League (Segunda División)
- Atlanta Silverbacks
- Carolina RailHawks
- Fort Lauderdale Strikers
- Minnesota United
- San Antonio Scorpions
- Tampa Bay Rowdies

Los 12 equipos de la USL PRO (Tercera División)
- Charleston Battery
- Charlotte Eagles
- Dayton Dutch Lions
- Harrisburg City Islanders
- Los Angeles Blues
- Orlando City
- Pittsburgh Riverhounds
- Phoenix FC
- Richmond Kickers
- Rochester Rhinos
- VSI Tampa Bay FC
- Wilmington Hammerheads

Los 16 equipos de la USL Premier Development League (Cuarta División)
| - Austin Aztex - Carolina Dynamo - Des Moines Menace - FC Tucson - GPS Portland Phoenix - Laredo Heat - Michigan Bucks - Ocala Stampede | - Ocean City Nor'easters - Orlando City Sub-23 - Portland Timbers Sub-23 - Reading United - Real Colorado Foxes - River City Rovers - Seattle Sounders FC Sub-23 - Ventura County Fusion |

Los 8 equipos de la National Premier Soccer League
- Brooklyn Italians
- Chattanooga FC
- FC Sonic Lehigh Valley
- Madison 56ers
- New York Red Bulls NPSL
- Sacramento Gold
- Georgia Revolution
- FC Hasental

Los 8 equipos de la United States Adult Soccer Association
- Dearborn Stars
- Doxa Italia
- Icon FC
- Massachusetts Premier Soccer
- NTX Rayados
- PSA Elite
- Red Force
- RWB Adria

1 equipo de la United States Club Soccer
- Fresno Fuego Future

1 equipo de la United States Specialty Sports Association
- Colorado Rovers Soccer Club

## Ronda preliminar
En esta ronda se jugaron los 4 equipos provenientes de la National Premier Soccer League, United States Club Soccer y United States Specialty Sports Association.
| Fecha     | Local               | Resultado     | Visitante                |
| --------- | ------------------- | ------------- | ------------------------ |
| 7 de mayo | Fresno Fuego Future | 3 - 5         | FC Hasental              |
| 7 de mayo | Colorado Rovers     | 1 (3) - 1 (5) | Georgia Revolution (pen) |

## Primera ronda
En esta etapa se disputaron los equipos provenientes de la USL Premier Development League, los 4 de la USL PRO, National Premier Soccer League, United States Adult Soccer Association y los 2 equipos clasificados de la fase preliminar.
| Fecha      | Local                        | Resultado     | Visitante               |
| ---------- | ---------------------------- | ------------- | ----------------------- |
| 14 de mayo | GPS Portland Phoenix         | 2 - 0         | Mass Premier            |
| 14 de mayo | Brooklyn Italians            | 1 - 4         | Icon FC                 |
| 14 de mayo | Ocean City Nor'easters       | 2 - 0         | New York Red Bulls NPSL |
| 14 de mayo | Reading United               | 2 - 0         | FC Sonic Lehigh Valley  |
| 14 de mayo | Red Force                    | 1 (3) - 1 (5) | Ocala Stampede (pen)    |
| 14 de mayo | Orlando City Sub-23          | 2 - 4         | VSI Tampa Bay FC        |
| 14 de mayo | (pen) Carolina Dynamo        | 4 (4) - 4 (1) | Chattanooga FC          |
| 14 de mayo | Michigan Bucks               | 0 - 2         | Dearborn Stars          |
| 14 de mayo | (pen) Pittsburgh Riverhounds | 1 (5) - 1 (3) | RWB Adria               |
| 14 de mayo | Dayton Dutch Lions           | 3 - 0         | River City Rovers       |
| 14 de mayo | Austin Aztex                 | 3 - 0         | NTX Rayados             |
| 14 de mayo | FC Tucson                    | 2 - 1         | Phoenix FC              |
| 14 de mayo | Portland Timbers Sub-23      | 3 - 2         | Sacramento Gold         |
| 14 de mayo | Seattle Sounders FC Sub-23   | 5 - 1         | Doxa Italia             |
| 14 de mayo | Laredo Heat                  | 2 - 0         | PSA Elite               |
| 14 de mayo | Georgia Revolution           | 4 - 3         | Real Colorado Foxes     |
| 14 de mayo | Ventura County Fusion        | 3 - 2         | FC Hasental             |
| 15 de mayo | Des Moines Menace            | 1 - 0         | Madison 56ers           |

## Segunda ronda
En esta etapa se disputaron los equipos provenientes de la North American Soccer League, los 8 clubes de la USL PRO y los equipos clasificados de la primera ronda.
| Fecha      | Local                          | Resultado     | Visitante                  |
| ---------- | ------------------------------ | ------------- | -------------------------- |
| 21 de mayo | Rochester Rhinos               | 1 - 0         | GPS Portland Phoenix       |
| 21 de mayo | Richmond Kickers               | 4 - 1         | Icon FC                    |
| 21 de mayo | Reading United                 | 1 - 0         | Harrisburg City Islanders  |
| 21 de mayo | Carolina RailHawks             | 3 - 1         | Carolina Dynamo            |
| 21 de mayo | VSI Tampa Bay FC               | 1 - 2         | Tampa Bay Rowdies          |
| 21 de mayo | Ocala Stampede                 | 1 - 2         | Orlando City               |
| 21 de mayo | Minnesota United FC            | 0 - 1         | Des Moines Menace          |
| 21 de mayo | San Antonio Scorpions          | 2 (3) - 2 (4) | FC Tucson (pen)            |
| 21 de mayo | Austin Aztex                   | 0 - 2         | Wilmington Hammerheads     |
| 21 de mayo | Los Angeles Blues              | 5 - 1         | Ventura County Fusion      |
| 21 de mayo | Portland Timbers Sub-23        | 0 - 1         | Charleston Battery         |
| 21 de mayo | Charlotte Eagles               | 3 - 0         | Seattle Sounders FC Sub-23 |
| 21 de mayo | Georgia Revolution             | 2 - 3         | Atlanta Silverbacks        |
| 21 de mayo | (pen) Fort Lauderdale Strikers | 1 (7) - 1 (6) | Laredo Heat                |
| 21 de mayo | Ocean City Nor'easters         | 1 - 0         | Pittsburgh Riverhounds     |
| 21 de mayo | Dayton Dutch Lions             | 4 - 1         | Dearborn Stars             |

## Tercera ronda
En esta etapa se disputaron los equipos provenientes de la Major League Soccer y los equipos clasificados de la segunda ronda.
| Fecha      | Local                    | Resultado     | Visitante              |
| ---------- | ------------------------ | ------------- | ---------------------- |
| 28 de mayo | Rochester Rhinos         | 1 - 5         | New England Revolution |
| 28 de mayo | Richmond Kickers         | 0 (2) - 0 (4) | D.C. United (pen)      |
| 29 de mayo | New York Red Bulls       | 2 - 0         | Reading United         |
| 29 de mayo | Carolina RailHawks       | 2 - 0         | Los Angeles Galaxy     |
| 29 de mayo | Tampa Bay Rowdies        | 1 - 0         | Seattle Sounders FC    |
| 28 de mayo | Orlando City             | 3 - 1         | Colorado Rapids        |
| 28 de mayo | Sporting Kansas City     | 2 - 0         | Des Moines Menace      |
| 29 de mayo | Houston Dynamo           | 2 - 0         | FC Tucson              |
| 29 de mayo | Portland Timbers         | 5 - 1         | Wilmington Hammerheads |
| 28 de mayo | Los Angeles Blues        | 1 - 2         | Chivas USA             |
| 28 de mayo | Charleston Battery       | 1 - 0         | San Jose Earthquakes   |
| 29 de mayo | Charlotte Eagles         | 0 - 2         | Chicago Fire           |
| 28 de mayo | Real Salt Lake           | 3 - 2         | Atlanta Silverbacks    |
| 28 de mayo | Fort Lauderdale Strikers | 0 - 2         | FC Dallas              |
| 28 de mayo | Philadelphia Union       | 2 - 1         | Ocean City Nor'easters |
| 29 de mayo | Columbus Crew            | 2 - 0         | Dayton Dutch Lions     |

## Fase final
|  | Octavos de final       | Octavos de final       |                |   | Cuartos de final | Cuartos de final |  |  | Semifinales | Semifinales |  |  | Final        | Final        |
|  | 12/13 de junio         | 12/13 de junio         |                |   | 26 de junio      | 26 de junio      |  |  | 7 de agosto | 7 de agosto |  |  | 1 de octubre | 1 de octubre |
|  |                        |                        |                |   |                  |                  |  |  |             |             |  |  |              |              |
|  |                        |                        |                |   |                  |                  |  |  |             |             |  |  |              |              |
|  |                        |                        |                |   |                  |                  |  |  |             |             |  |  |              |              |
|  | Chicago Fire           | 2                      |                |   |                  |                  |  |  |             |             |  |  |              |              |
|  | Chicago Fire           | 2                      |                |   |                  |                  |  |  |             |             |  |  |              |              |
|  | Columbus Crew          | 1                      |                |   |                  |                  |  |  |             |             |  |  |              |              |
|  | Columbus Crew          | 1                      | Chicago Fire   | 5 |                  |                  |  |  |             |             |  |  |              |              |
|  |                        |                        |                | 5 |                  |                  |  |  |             |             |  |  |              |              |
|  |                        | Orlando City           | 1              |   |                  |                  |  |  |             |             |  |  |              |              |
|  | Sporting Kansas City   | Orlando City           | 1              | 0 |                  |                  |  |  |             |             |  |  |              |              |
|  | Sporting Kansas City   |                        |                | 0 |                  |                  |  |  |             |             |  |  |              |              |
|  | Orlando City           | 1                      |                |   |                  |                  |  |  |             |             |  |  |              |              |
|  | Orlando City           | 1                      | Chicago Fire   | 0 |                  |                  |  |  |             |             |  |  |              |              |
|  |                        |                        |                | 0 |                  |                  |  |  |             |             |  |  |              |              |
|  |                        | D.C. United            | 2              |   |                  |                  |  |  |             |             |  |  |              |              |
|  | D.C. United            | D.C. United            | 2              | 3 |                  |                  |  |  |             |             |  |  |              |              |
|  | D.C. United            |                        |                | 3 |                  |                  |  |  |             |             |  |  |              |              |
|  | Philadelphia Union     | 1                      |                |   |                  |                  |  |  |             |             |  |  |              |              |
|  | Philadelphia Union     | 1                      | D.C. United    | 3 |                  |                  |  |  |             |             |  |  |              |              |
|  |                        |                        |                | 3 |                  |                  |  |  |             |             |  |  |              |              |
|  |                        | New England Revolution | 1              |   |                  |                  |  |  |             |             |  |  |              |              |
|  | New England Revolution | New England Revolution | 1              | 4 |                  |                  |  |  |             |             |  |  |              |              |
|  | New England Revolution |                        |                | 4 |                  |                  |  |  |             |             |  |  |              |              |
|  | New York Red Bulls     | 2                      |                |   |                  |                  |  |  |             |             |  |  |              |              |
|  | New York Red Bulls     | 2                      | D.C. United    | 1 |                  |                  |  |  |             |             |  |  |              |              |
|  |                        |                        |                | 1 |                  |                  |  |  |             |             |  |  |              |              |
|  |                        | Real Salt Lake         | 0              |   |                  |                  |  |  |             |             |  |  |              |              |
|  | Real Salt Lake         | Real Salt Lake         | 0              | 5 |                  |                  |  |  |             |             |  |  |              |              |
|  | Real Salt Lake         |                        |                | 5 |                  |                  |  |  |             |             |  |  |              |              |
|  | Charleston Battery     | 2                      |                |   |                  |                  |  |  |             |             |  |  |              |              |
|  | Charleston Battery     | 2                      | Real Salt Lake | 3 |                  |                  |  |  |             |             |  |  |              |              |
|  |                        |                        |                | 3 |                  |                  |  |  |             |             |  |  |              |              |
|  |                        | Carolina RailHawks     | 0              |   |                  |                  |  |  |             |             |  |  |              |              |
|  | Carolina RailHawks     | Carolina RailHawks     | 0              | 3 |                  |                  |  |  |             |             |  |  |              |              |
|  | Carolina RailHawks     |                        |                | 3 |                  |                  |  |  |             |             |  |  |              |              |
|  | Chivas USA             | 1                      |                |   |                  |                  |  |  |             |             |  |  |              |              |
|  | Chivas USA             | 1                      | Real Salt Lake | 2 |                  |                  |  |  |             |             |  |  |              |              |
|  |                        |                        |                | 2 |                  |                  |  |  |             |             |  |  |              |              |
|  |                        | Portland Timbers       | 1              |   |                  |                  |  |  |             |             |  |  |              |              |
|  | FC Dallas              | Portland Timbers       | 1              | 3 |                  |                  |  |  |             |             |  |  |              |              |
|  | FC Dallas              |                        |                | 3 |                  |                  |  |  |             |             |  |  |              |              |
|  | Houston Dynamo         | 0                      |                |   |                  |                  |  |  |             |             |  |  |              |              |
|  | Houston Dynamo         | 0                      | FC Dallas      | 2 |                  |                  |  |  |             |             |  |  |              |              |
|  |                        |                        |                | 2 |                  |                  |  |  |             |             |  |  |              |              |
|  |                        | Portland Timbers       | 3              |   |                  |                  |  |  |             |             |  |  |              |              |
|  | Portland Timbers       | Portland Timbers       | 3              | 2 |                  |                  |  |  |             |             |  |  |              |              |
|  | Portland Timbers       |                        |                | 2 |                  |                  |  |  |             |             |  |  |              |              |
|  | Tampa Bay Rowdies      | 0                      |                |   |                  |                  |  |  |             |             |  |  |              |              |
|  | Tampa Bay Rowdies      | 0                      |                |   |                  |                  |  |  |             |             |  |  |              |              |

### Octavos de final
| 12 de junio de 2013, 19:30 (UTC-4) | New England Revolution                  | 4:2 (2:1) | New York Red Bulls         | Soldiers Field Soccer Stadium, Boston, Massachusetts        |                                                             |
|                                    | Rowe 5' 37' · Imbongo 50' · Tierney 86' | Reporte   | Espíndola 30' · Steele 61' | Asistencia: 2.500 espectadores Árbitro(s): Matthew Foerster | Asistencia: 2.500 espectadores Árbitro(s): Matthew Foerster |

| 12 de junio de 2013, 19:00 (UTC-4) | D.C. United            | 3:1 (1:0) | Philadelphia Union | Maryland SoccerPlex, Boyds, Maryland        |                                             |
|                                    | De Rosario 24' 75' 85' | Reporte   | McInerney 76'      | Asistencia: 3000 espectadores Árbitro(s): ? | Asistencia: 3000 espectadores Árbitro(s): ? |

| 12 de junio de 2013, 19:30 (UTC-5) | Sporting Kansas City | 0:1 (0:1) | Orlando City | Livestrong Sporting Park, Kansas City, Kansas |                                               |
|                                    |                      | Reporte   | Tan 1'       | Asistencia: 15.981 espectadores Árbitro(s): ? | Asistencia: 15.981 espectadores Árbitro(s): ? |

| 12 de junio de 2013, 20:00 (UTC-5) | FC Dallas                 | 3:0 (1:0) | Houston Dynamo | FC Dallas Stadium, Frisco, Texas                       |                                                        |
|                                    | Cooper 37' 59' · Loyd 76' | Reporte   |                | Asistencia: 4.006 espectadores Árbitro(s): Juan Guzmán | Asistencia: 4.006 espectadores Árbitro(s): Juan Guzmán |

| 12 de junio de 2013, 19:15 (UTC-4) | Carolina RailHawks                        | 3:1 (1:0) | Chivas USA  | WakeMed Soccer Park, Cary, Carolina del Norte                 |                                                               |
|                                    | Shipalane 13' · Elizondo 92' · Ackley 98' | Reporte   | Alvarez 57' | Asistencia: 5.066 espectadores Árbitro(s): Alejandro Mariscal | Asistencia: 5.066 espectadores Árbitro(s): Alejandro Mariscal |

| 12 de junio de 2013, 19:30 (UTC-6) | Real Salt Lake                                                              | 5:2 (1:0) | Charleston Battery       | Rio Tinto Stadium, Sandy, Utah                             |                                                            |
|                                    | Sandoval 66' 97' · Plata 79' (pen.) · Stephenson 105' · Morales 105' (pen.) | Reporte   | Kelly 15' · Paterson 18' | Asistencia: 13.763 espectadores Árbitro(s): Jesus Cisneros | Asistencia: 13.763 espectadores Árbitro(s): Jesus Cisneros |

| 12 de junio de 2013, 19:30 (UTC-7) | Portland Timbers           | 2:0 (1:0) | Tampa Bay Rowdies | Jeld-Wen Field, Portland, Oregón                         |                                                          |
|                                    | Nanchoff 9' · Jewsbury 55' | Reporte   |                   | Asistencia: 5.931 espectadores Árbitro(s): Ismail Elfath | Asistencia: 5.931 espectadores Árbitro(s): Ismail Elfath |

| 13 de junio de 2013, 12:00 (UTC-5) | Chicago Fire           | 2:1 (1:1) | Columbus Crew | Toyota Park, Bridgeview, Illinois                        |                                                          |
|                                    | Magee 28' · Nyarko 77' | Reporte   | Warzycha 22'  | Asistencia: 2.006 espectadores Árbitro(s): Fotis Bazakos | Asistencia: 2.006 espectadores Árbitro(s): Fotis Bazakos |

### Cuartos de final
| 26 de junio de 2013, 19:30 (UTC-5) | Chicago Fire                                         | 5:1 (1:0) | Orlando City  | Toyota Park, Bridgeview, Illinois |  |
|                                    | Rolfe 6' 63' · Nyarko 59' · Magee 83' · Lindpere 90' | Reporte   | Valentino 51' |                                   |  |

| 26 de junio de 2013, 19:00 (UTC-4) | D.C. United                                     | 3:1 (1:0) | New England Revolution | Maryland SoccerPlex, Boyds, Maryland |                             |
|                                    | Pontius 45' · De Rosario 69' · Pajoy 87' (pen.) | Reporte   | Toja 52'               | Árbitro(s): Edvin Jurisevic          | Árbitro(s): Edvin Jurisevic |

| 26 de junio de 2013, 20:00 (UTC-5) | FC Dallas              | 2:3 (1:0) | Portland Timbers                       | FC Dallas Stadium, Frisco, Texas |  |
|                                    | Watson 14' · Pérez 86' | Reporte   | Nagbe 61' · Valeri 63' · Piquionne 72' |                                  |  |

| 26 de junio de 2013, 19:30 (UTC-6) | Real Salt Lake                          | 3:0 (1:0) | Carolina RailHawks | Rio Tinto Stadium, Sandy, Utah                            |                                                           |
|                                    | Beltran 35' · Wingert 51' · Saborío 86' | Reporte   |                    | Asistencia: 10.287 espectadores Árbitro(s): Fotis Bazakos | Asistencia: 10.287 espectadores Árbitro(s): Fotis Bazakos |

### Semifinales
| 7 de agosto de 2013, 19:30 (UTC-5) | Chicago Fire | 0:2 (0:1) | D.C. United                 | Toyota Park, Bridgeview, Illinois                        |                                                          |
|                                    |              | Reporte   | De Rosario 44' · DeLeon 48' | Asistencia: 11.036 espectadores Árbitro(s): Jair Marrufo | Asistencia: 11.036 espectadores Árbitro(s): Jair Marrufo |

| 7 de agosto de 2013, 19:30 (UTC-6) | Real Salt Lake         | 2:1 (1:0) | Portland Timbers | Rio Tinto Stadium, Sandy, Utah                          |                                                         |
|                                    | Saborío 7' · Plata 78' | Reporte   | Valeri 90+1'     | Asistencia: 14.742 espectadores Árbitro(s): Mark Geiger | Asistencia: 14.742 espectadores Árbitro(s): Mark Geiger |

### Final
| 1 de octubre de 2013, 19:00 (UTC-6) | Real Salt Lake | 0:1 (0:1) | D.C. United | Rio Tinto Stadium, Sandy, Utah                          |                                                         |
|                                     |                | Reporte   | Neal 45'    | Asistencia: 17.608 espectadores Árbitro(s): Juan Guzman | Asistencia: 17.608 espectadores Árbitro(s): Juan Guzman |

|                               |
| Campeón D.C. United 3º título |

## Goleadores
| Jugador            | Equipo                     | Goles |
| ------------------ | -------------------------- | ----- |
| Dwayne De Rosario  | D.C. United                | 5     |
| Frédéric Piquionne | Portland Timbers           | 5     |
| Argjent Duka       | Icon FC                    | 4     |
| David Geno         | Seattle Sounders FC Sub-23 | 4     |
| Kwadwo Poku        | Georgia Revolution         | 4     |

## Jugador más valioso por ronda[6]
| Ronda            | Futbolista         | Equipo                     |
| ---------------- | ------------------ | -------------------------- |
| Ronda preliminar | Gustavo Villalobos | FC Hasental                |
| Primera ronda    | David Geno         | Seattle Sounders FC Sub-23 |
| Segunda ronda    | Brandon Fricke     | Des Moines Menace          |
| Tercera ronda    | Frédéric Piquionne | Portland Timbers           |
| Octavos de final | Dwayne De Rosario  | D.C. United                |
| Cuartos de final | Darlington Nagbe   | Portland Timbers           |
| Semifinales      | Joe Willis         | D.C. United                |
| Final            | Bill Hamid         | D.C. United                |